# Baulmes
Baulmes est une commune suisse du canton de Vaud, située dans le district du Jura-Nord vaudois.

## Géographie

### Localisation
Le village de Baulmes est adossé au Jura, entre les communes de l'Abergement au sud-ouest, Rances au sud, Champvent à l'est, Vuiteboeuf au nord-est et Sainte-Croix au nord, 700 mètres plus haut. La commune s'étend également jusqu'à la frontière française notamment entre le bois de la Joux (France) et le col de l'Aiguillon (Suisse).
Les aiguilles de Baulmes offrent l’une des plus belles vues du village, avec en arrière-plan la plaine de l'Orbe, le Léman et au loin les Alpes. On peut également distinguer le lac de Neuchâtel sur la gauche.
Le territoire de Baulmes comprend différents étages : le bas de la commune abrite les champs cultivés et les prés, tandis que la partie haute s'inscrit dans la combe anticlinale formée par la chaîne des aiguilles de Baulmes et celle du Suchet. L'appellation « Les Rapilles » désigne un large dévaloir pierreux et pentu qui descend de la forêt de Trois-Villes jusqu'en plaine, au nord-est en bordure de village. Cette « déchirure minérale » dans la forêt permet de situer le village loin à la ronde, notamment depuis la plaine de l'Orbe.
Ces Rapilles de Baulmes constituent une réserve naturelle Pro Natura créée en 1967, dans le but de protéger des groupements végétaux spécialisés sur des éboulis actifs. Il s’agit de plantes à stolons, disséminées dans les cailloux mobiles, ainsi que d’une pinède et d’une hêtraie sèche dans le bas du versant, mieux stabilisé. Lieu de reproduction pour les reptiles, la réserve abrite aussi une population de chamois.
La rivière « La Baumine » descend du massif du Jura et passe à travers le village (pour une grande partie sous terre), le coupant en deux parties inégales, la plus petite étant celle au nord-est de la rue des Scies. Elle poursuit sa route en longeant le Jura pour se jeter dans l'Arnon à Vuiteboeuf.
En face du village, au sud-est, se trouve le Bois de Feurtille. Directement au sud, des champs sont cultivés sur un plateau appelé « les Marais » (assainis au XIXe siècle). Le panorama suivant est pris du sud du village, en bordure du bois de Feurtille. On distingue clairement « Les Rapilles », tout à droite de la photo.
Au nord du village, d’anciennes carrières de chaux à ciment, dans des bancs marno-calcaires de l'Argovien, ont été exploitées depuis le début du XXe siècle et abandonnées vers 1920 pour ce qui est de la carrière supérieure, et en 1962 pour la carrière inférieure. Le site est aujourd’hui d’une grande importance écologique, tant en ce qui concerne des espèces de chauves-souris menacées d’extinction, qui viennent de tout le Plateau romand et même de France pour s’y reproduire. C’est un site de reproduction également pour les batraciens, comme le crapaud accoucheur ou alyte.

## Population

### Gentilé et surnoms
Les habitants se nomment les Baulmérans.
Ils sont surnommés les Roule-Chaudière (lè Rebatte-Tsaudâire en patois vaudois) et les Tue-Bourguignons. Le premier surnom s'explique par une légende qui raconte qu'un pâtre fit tomber une chaudière sur le chemin d'un chalet et que celle-ci dévala la pente en faisant fuir les troupeaux jusqu'en France ; le deuxième surnom s'explique par les disputes sur le tracé de la frontière entre Baulmes et la Franche-Comté.

### Démographie
Baulmes compte 1 135 habitants au 31 décembre 2022 pour une densité de population de 50 hab/km2. Sur la période 2010-2019, sa population a augmenté de 5,0 % (canton : 12,9 % ; Suisse : 9,4 %).  

## Histoire

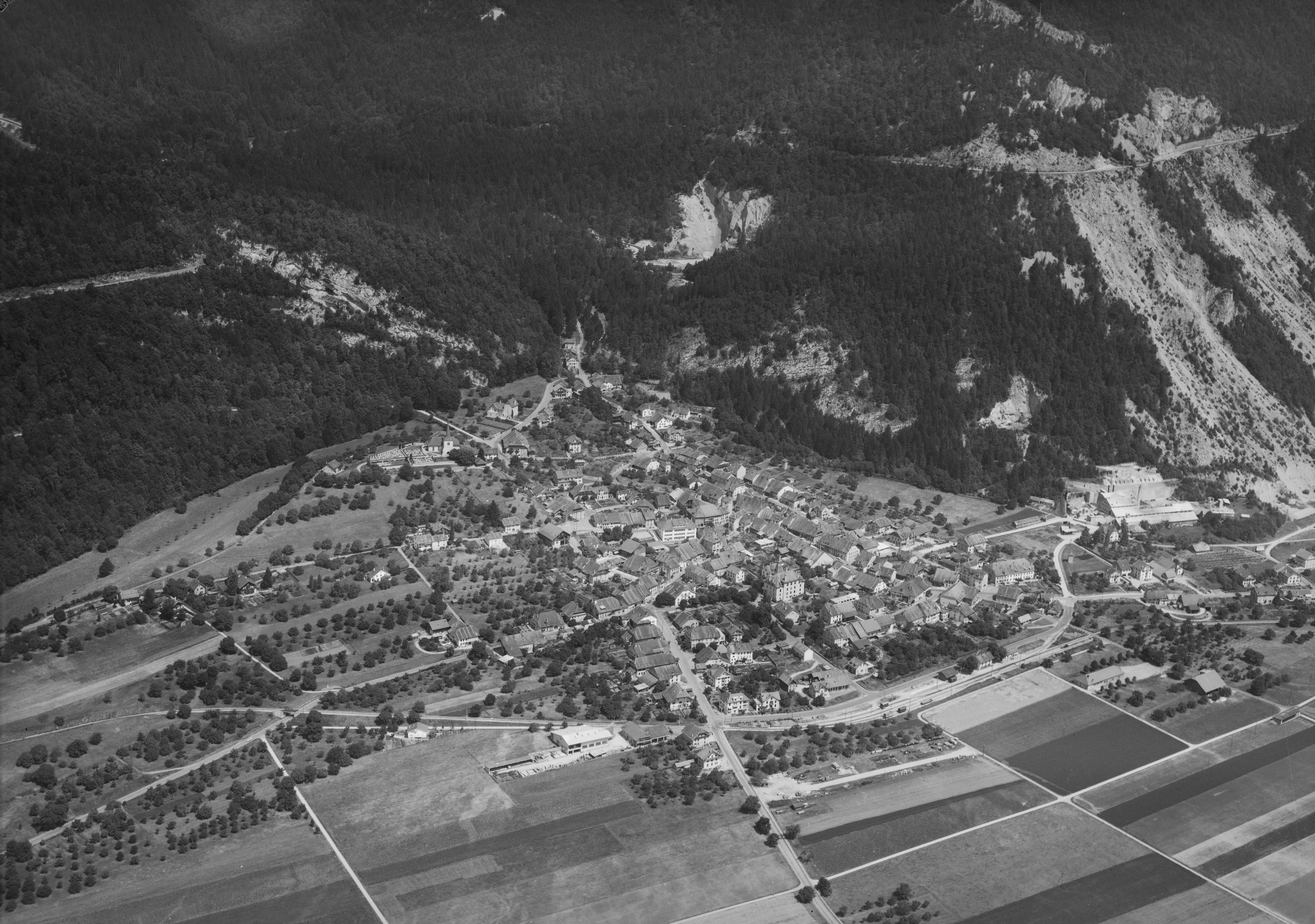
Vue aérienne (1964).

Baulmes (Balmis, Balmo en 902, Balmes) est probablement le lieu qui fut le premier habité de tout le canton de Vaud. Alors que tout le pays était recouvert d'un immense glacier, des hommes venus du Jura s'établirent dans une grotte au-dessus de Baulmes (caves à Barbareau). Ces hommes étaient probablement des chasseurs de rennes car l'on a retrouvé des bois travaillés mais pas de métal.

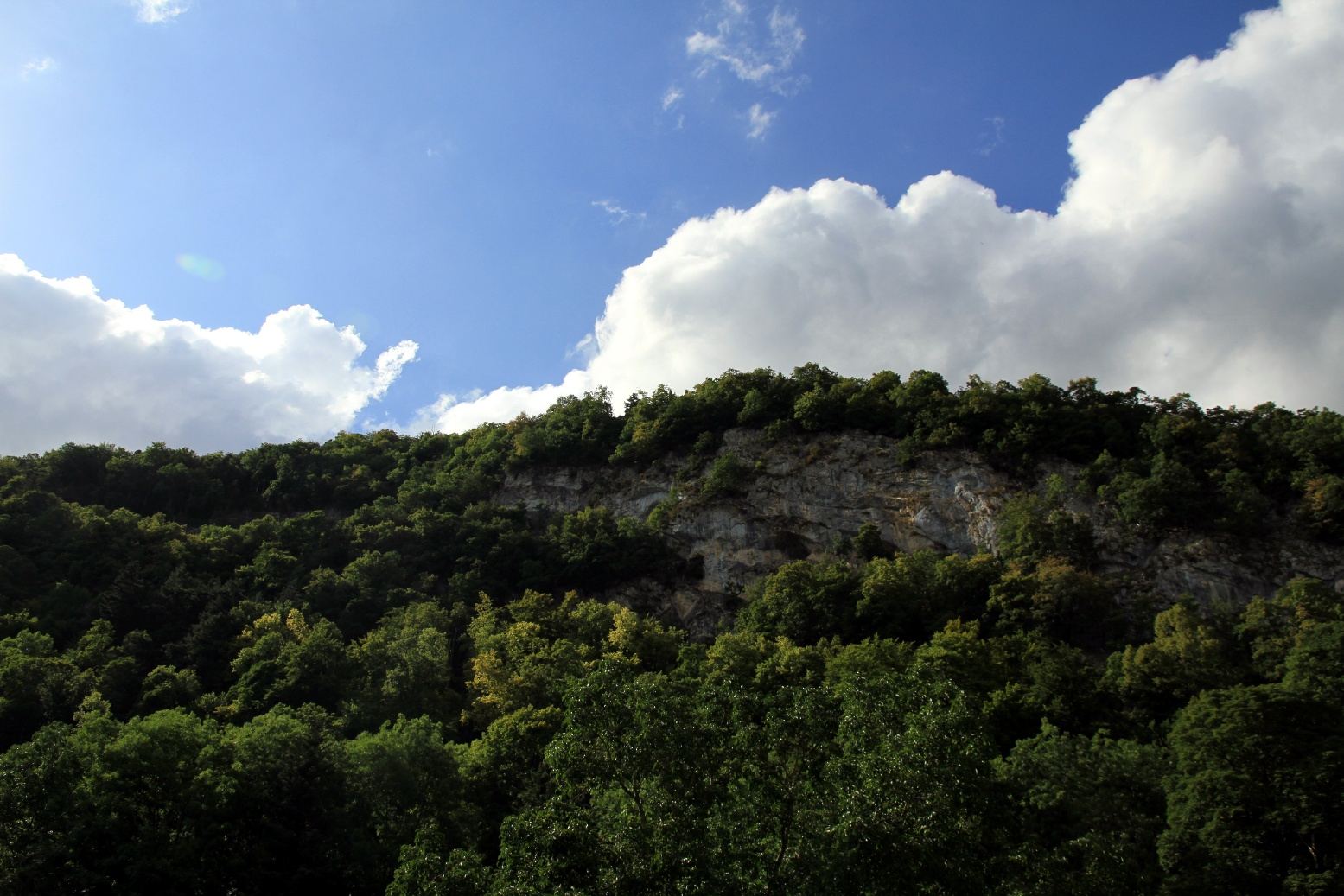
La grotte à Barbareau.

Plus tard, d'autres habitants vinrent s'installer plus bas, au pied de la paroi abrupte. Les Romains, puis les moines s'installèrent encore un peu plus bas sur la pente, les derniers créant pour finir un village. Depuis l'époque de la pierre taillée, c'est-à-dire pendant environ 10 à 12 000 ans, l'emplacement de Baulmes a été constamment habité, un cas probablement unique en Suisse.
Baulmes est situé sur la voie romaine qui conduisait de Lausanne par Orbe à Abiolica (L'Auberson) et Arionica (Pontarlier).
L'origine de Baulmes remonterait au VIIe siècle, vers 652/72. À cette époque, Ermentrude, veuve du duc et patrice de Burgondie Félix Chramnélène (fils de Waldelène) un haut dignitaire de Bourgogne, construisit le monastère de Baulmes, situé au lieu-dit de St-André, légèrement au-dessus du village, près de la cure actuelle. Il ne reste quasi rien aujourd'hui de ce monastère, mise à part les ruines d'une chaire primitive.
En 962, l'abbaye de Payerne est rattachée au Cluny. En ce temps-là, tout un réseau de chemins de première importance a passé, directement ou indirectement, entre les mains de l'ordre clunisien, puisqu'il s'est adjugé Romainmôtier (dès 928/966), Rougemont (dès 1037, Vallorbe (avant 1139), Baulmes (probablement avant 1174), etc. Le chemin de Cluny à Payerne passait par le monastère de Baulmes.

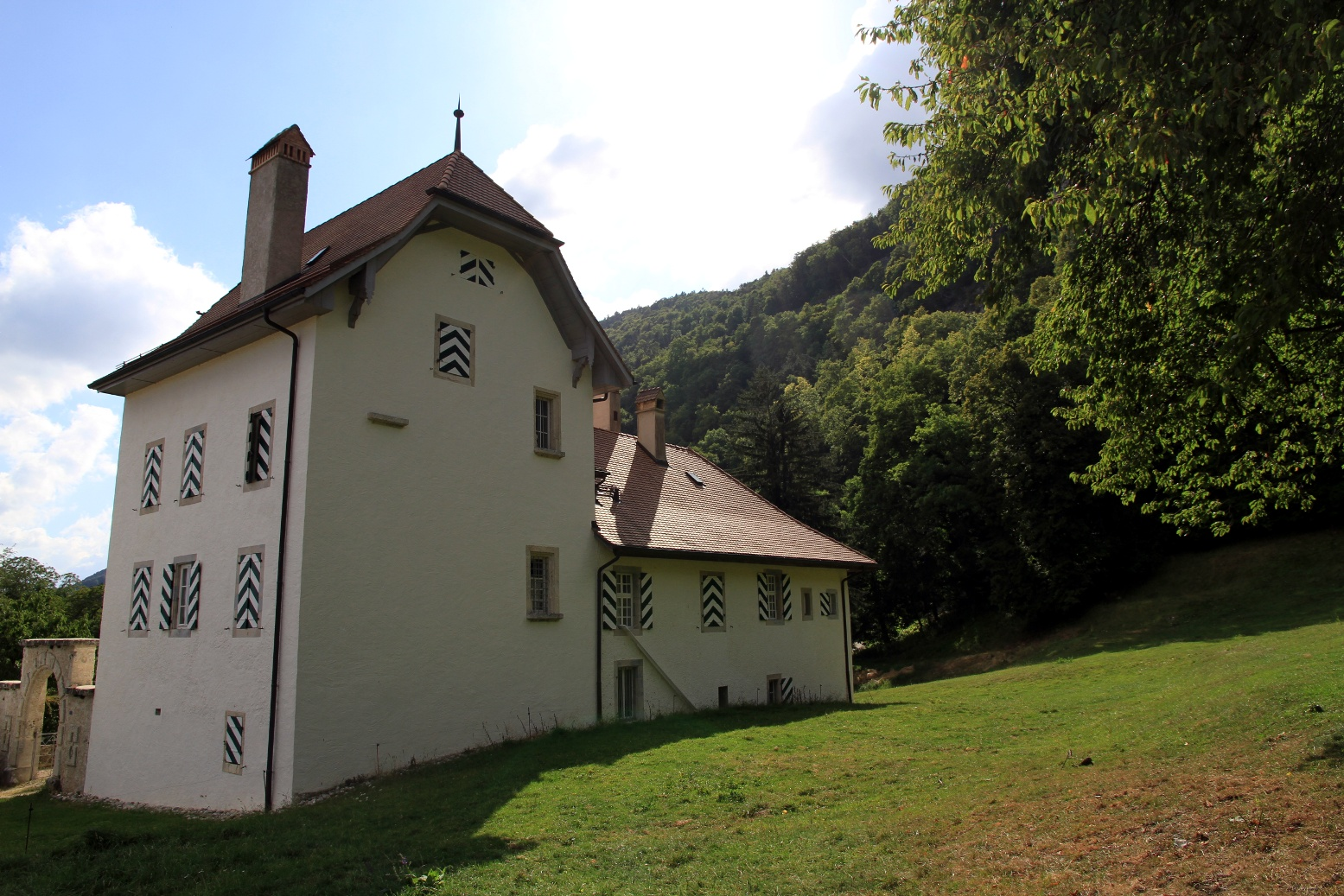
La cure de Baulmes.

À la fin du XIIIe siècle, une union fut prononcée entre les monastères de Baulmes et de Payerne. Le pape Clément V confirma cette union en 1309. Dès ce moment, le monastère de Baulmes cessa d'être autonome. Il fut absorbé dans celui de Payerne dont les prieurs étaient seigneurs de Baulmes. C'est à cette époque que le village aurait été complètement détruit par un gigantesque incendie. Des vestiges de cette tragédie dans ses sols seraient légion. De plus, les archives de Baulmes, pourtant riches, ne remontent pas avant le début du XIVe siècle, ce qui donnerait du crédit à cette histoire.
Au milieu du XVe siècle, des bandes de pillards armés venus de France à travers le Jura, prirent le passage dit de l'Aiguillon entre le Suchet et les Aiguilles de Baulmes. Dévalant la pente par un chemin qui existe toujours, ils débouchèrent au-dessus du village en s'attaquant tout d’abord au monastère. Le prieur du monastère qui était le seigneur de Baulmes décida en 1441 de renforcer les défenses du village. C'est à cette époque qu'un château fort aurait été érigé, probablement accolé au monastère, à l'emplacement de l'actuelle cure. Il ne reste pratiquement rien du château mis à part des vestiges d'anciens fossés, le mur de base de la cure et une meurtrière à l'entrée. Cette hypothèse de château fort est cependant contredite dans d'autres textes. En effet, la tour de l'hospice (la cure actuelle) était appelée « château ».
Dès le XVe siècle, il existait à Baulmes une industrie de tissage qui était très florissante et avait acquis une grande réputation.
À la fin du XIXe siècle fut créée à Baulmes la Société des Chaux et Ciments qui a exploité jusque dans les années 1960 une vaste mine étendant ses 11 niveaux et 17 km de galeries dans la montagne à deux pas du village.

## Les bornes frontière de Baulmes
Les bornes frontière entre Baulme et la France

## Politique
La commune de Baulmes est dotée d'une municipalité de cinq membres (exécutif) et d'un conseil communal de quarante-cinq membres (législatif), tous deux élus au suffrage universel pour une période de cinq ans. Les élections se déroulent selon le système majoritaire.

### Jumelages
- Mont-Saint-Sulpice (France)

## Vestiges préhistoriques et patrimoine bâti
Un bloc erratique, la pierre à Bollet, se trouve en amont du village. Il s'agit du plus gros bloc erratique du Jura suisse situé à plus de 1 000 mètres.
Le site préhistorique de l'abri de la Cure ainsi que la tour de l'horloge (référencée sous l'appellation « beffroi de Baulmes ») sont classés comme bien culturel d'importance nationale.

### L'église paroissiale

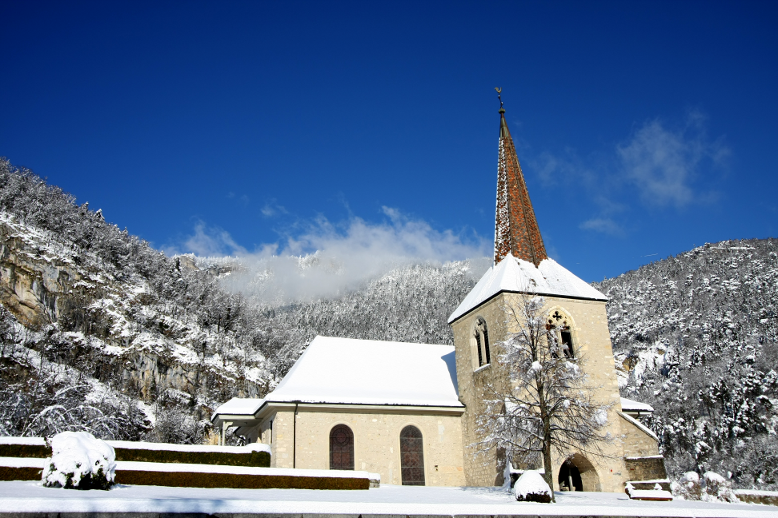
Temple de Baulmes.

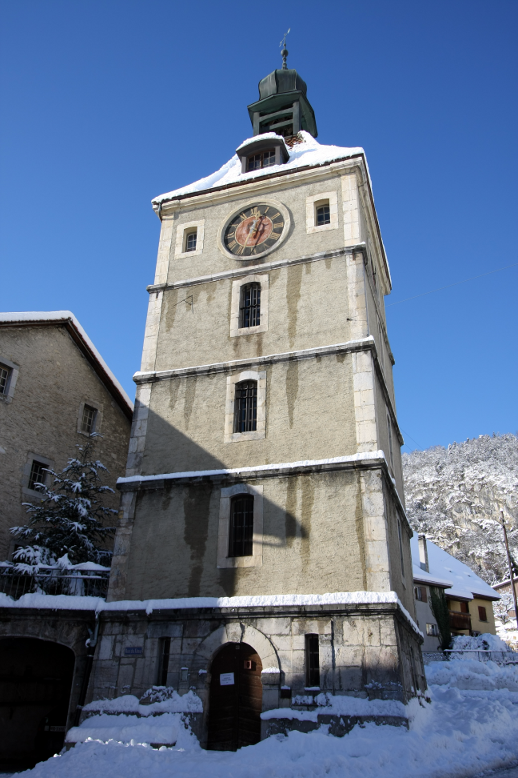
Tour de Baulmes.

L'église paroissiale est citée en 1228 déjà (Saint-Pierre en 1340, Notre-Dame au XVIe siècle - s'il s'agit de la même). Elle est intégrée au réseau des sites clunisiens répartis dans toute l’Europe. Avant la Réforme, elle abritait entre autres un autel (ou une chapelle) consacré à sainte Marie-Madeleine. Le bâtiment a subi de nombreuses transformations.
En 1294, l'abbé de Cluny rattache la maison de Saint-Michel de Baulmes au couvent de Payerne par une union perpétuelle, mais au cours du XVe siècle, malgré cette filiation directe, l’état des bâtiments se dégrade fortement. À leur arrivée sur place en 1536, les Bernois suppriment le prieuré, vraisemblablement très diminué. Seul le clocher, avec ses fenêtres gothiques et l'arc en ogive, garde les traces de la première église. On ne sait pas où se situait exactement le prieuré.
À voir l'épaisseur des murs, la base du clocher paraît ancienne. Elle n'est d'ailleurs pas de même nature que le haut, et la porte semble avoir été percée plus tard. La partie supérieure, dotée de fenêtres à remplages, serait du XVe siècle, ce qui correspond à l'âge de la plus ancienne des cloches. Un crédit a été accordé en 1790 pour la « construction du beffroi du temple » : il s'agit sans doute d'une réfection due à l'introduction d'une cloche.
Le chœur aurait été démoli en 1821 et des squelettes découverts à cette occasion. Un dessin de C. G. Théremin (1814) montre une simple abside carrée, visiblement ajoutée (un chœur du même type, à Ursins, date de 1702).
Lors des travaux de restauration entrepris en 1871, l'installation d'un orgue (le quatrième du canton par ordre d'ancienneté) aurait nécessité l'agrandissement du temple côté levant, où les murs sont visiblement plus récents. La réfection générale du toit de l'église est exécutée en 1914-1915. Restauration intérieure en 1919 (vitraux de Pierre Chiara) et restauration du clocher en 1959.

### La cure actuelle
Les bâtiments qui forment la cure de Baulmes sont très anciens, en particulier la tour près de la route. On peut supposer qu'elle a été édifiée entre le XIe et le XIIIe siècle. Ses murs atteignent jusqu'à 1,70 m d'épaisseur. Quoique ressemblant à un donjon, elle n'est sans doute pas le vestige d'un château fort. Par sa forme, elle fait penser aux tours d'habitation de Suisse centrale, demeures seigneuriales construites dès le XIIe siècle et généralement propriété d'un monastère. Mais il existe aussi une analogie avec certains hospices (celui du Simplon par exemple), établissements religieux qui accueillaient les gens de passage.
Jusqu'au début du XVIIe siècle, la tour était parfois occupée par des châtelains, comme François d'Allinges, seigneur savoyard, ce qui lui valut d'être appelée château. Elle a été achetée en 1613 par les Bernois pour y loger le prédicant.
Le corps de la cure date probablement en partie des XVIe et XVIIe siècles. En 1562, le bâtiment est abergé en fief rural. Il a été partiellement reconstruit en 1758-60.

### La tour de l'horloge
Édifiée en 1750, elle est surmontée d'un toit à bulbe. Elle servait de prison pour le cercle de Baulmes. De plus, elle permettait, par la sonnerie de sa cloche, d'appeler les enfants à l'école et de donner l'alarme en cas d’incendie (jusqu'en 1975). Enfin, en 1762, les archives communales ont été transférées dans la tour. Un des buts de cette construction était d'indiquer l'heure au centre du village, car l'horloge du temple était trop éloignée.

### L'hôtel de ville

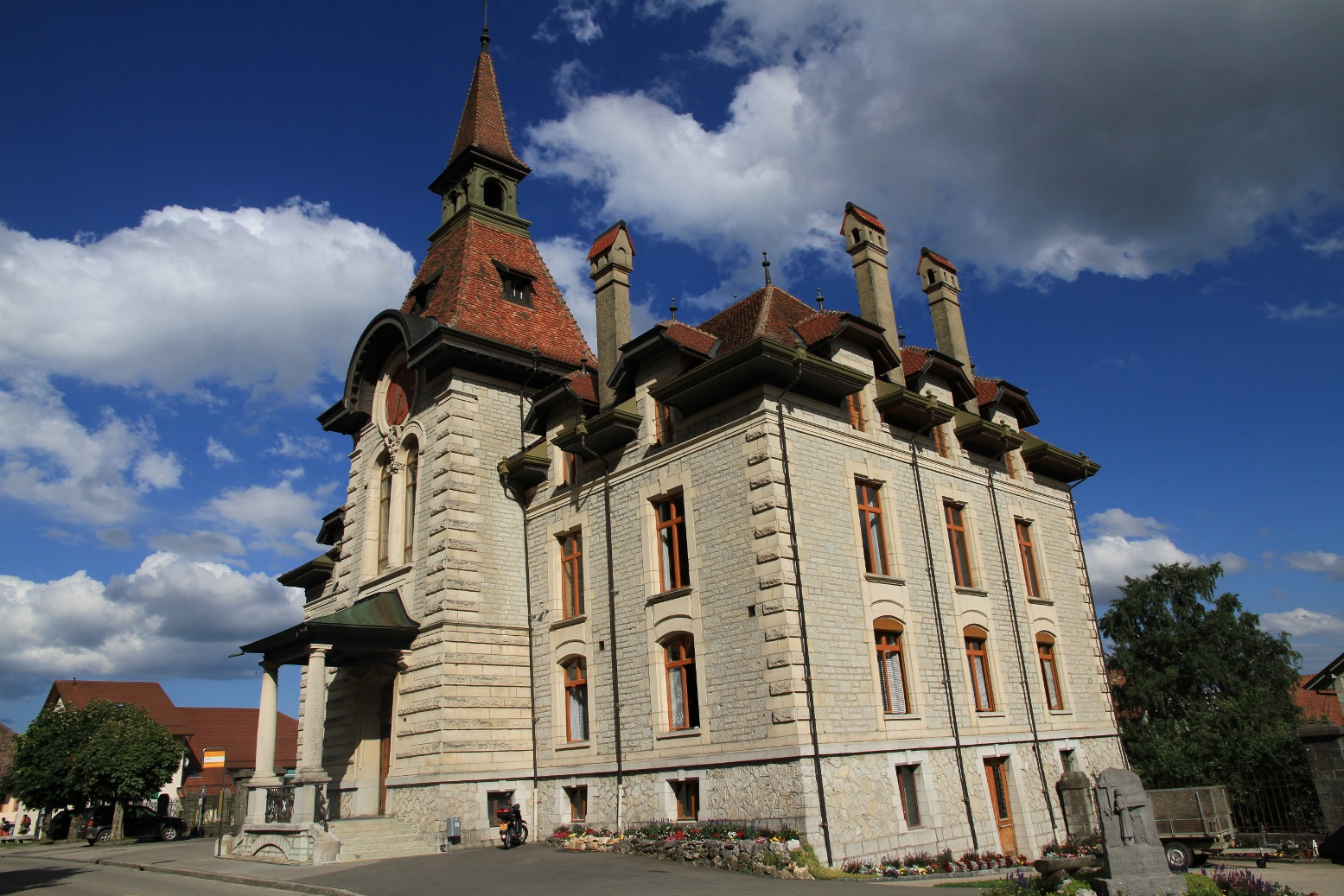
Hôtel de ville de Baulmes.

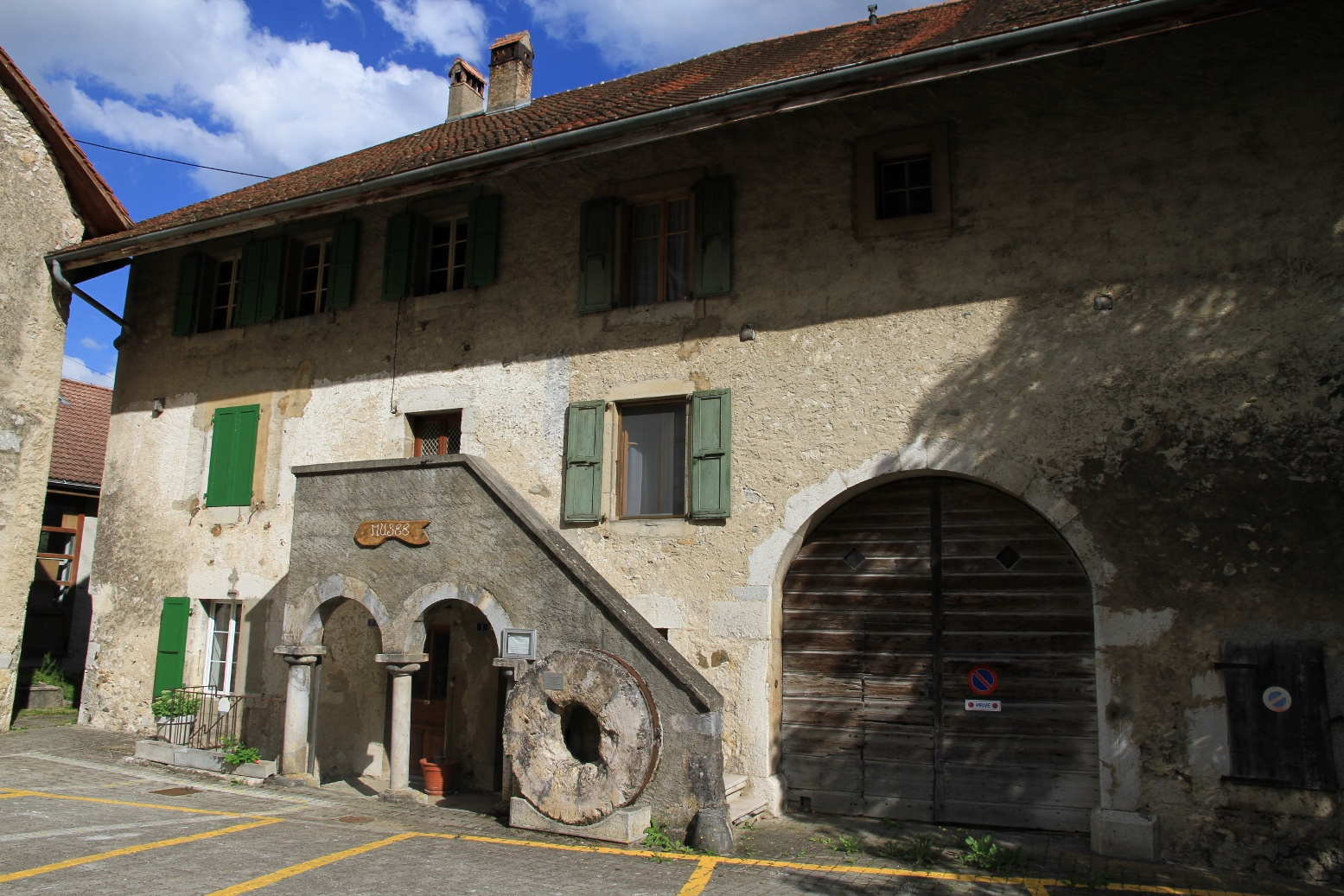
Musée de Baulmes.

L'hôtel de ville actuel, édifié après démolition de deux petites constructions qui occupaient la place, a été bâti dans le goût Heimatstilselon les plans de Jean Béguin et inauguré le 14 décembre 1901.

### La maison de la dîme
Elle paraît avoir été construite au début du XVIe siècle, peut-être par une famille noble. Il semble qu'elle ait servi de cure jusqu'en 1613, date de l'achat de la cure actuelle par les Bernois. C'est là que les impôts en nature étaient collectés par la suite. Son perron à double arcade lui confère un certain charme.
De grandes richesses historiques sont exposées dans cette vieille bâtisse qui fait office de musée pour le village.

### Autres bâtiments
École (1836), grand bâtiment à double entrée, par l'architecte lausannois Henri Perregaux.

## Personnalités
- Maurice Dériaz (1885-1974), natif et résidant à Baulmes, champion du monde de lutte gréco-romaine.
- Marc-Henri Ravussin (1912-1985), agriculteur à Baulmes et conseiller d'État vaudois.
- Argzon Haliti, président de l'association Un caillou pour tous.